# ノヴォジロヴァ電停
ノヴォジロヴァ電停 (ノヴォジロヴァでんてい、ロシア語:Новожилова) は、ロシア沿海地方ウラジオストクにある、ウラジオストク市電6系統の電停。

## 駅構造
相対式ホーム2面2線の地上駅。当駅とボリセンコ電停の間に市電の車両基地があり、引込み線への分岐がある。

## 駅周辺
- オブヤスネニヤ川
- レミ（Реми） - スーパーマーケット
- アズブカ・メベニ（Азбука мебели） - 家具店
- 25番高校

## 歴史
1960年代に開業。詳細の開業日は不明。

## 隣の駅
ウラジオストク市電
6系統
ボリセンコ電停 - ノヴォジロヴァ電停 - サハリンスカヤ電停